# Gripsvansskink
Gripsvansskink (Corucia zebrata) är en ödleart som ingår i familjen skinkar (Scincidae) och den enda arten i släktet Corucia. Den förekommer på Salomonöarna och är en trädlevande skink som lever i öarnas skogar. Det svenska trivialnamnet gripsvansskink som förekommer för arten syftar just på att denna skink har en gripsvans, en anpassning till dess trädlevande liv. Den är en växtätare som livnär sig på olika växtdelar så som blad, blommor, frukt och skott. Gripsvansskinken är världens största nu levande skink mätt som total längd (kropp och svans) och en fullvuxen gripsvansskink kan nå en längd på 75 centimeter eller något mer. Svansen utgör mer än hälften av den totala längden men kroppslängden utan svansen kan ändå vara över 30 centimeter och djuren kan väga upp mot 1 kilogram. Gripsvansskinken är vidare känd som en av få ödlearter som formar sociala grupper (med en zoologisk term circulus) i form av små familjegrupper. Fortplantningen är ovovivipar, vilket innebär att honorna föder levande ungar. Arten har en långsam reproduktionstakt och är rödlistad som nära hotad av IUCN (Internationella naturvårdsunionen) på grund av habitatförlust genom skogsavverkning, illegal insamling, export och handel samt en fragmenterad och minskande vild population. Den är också listad i CITES appendix II.

## Underarter
Arten delas in i följande underarter:

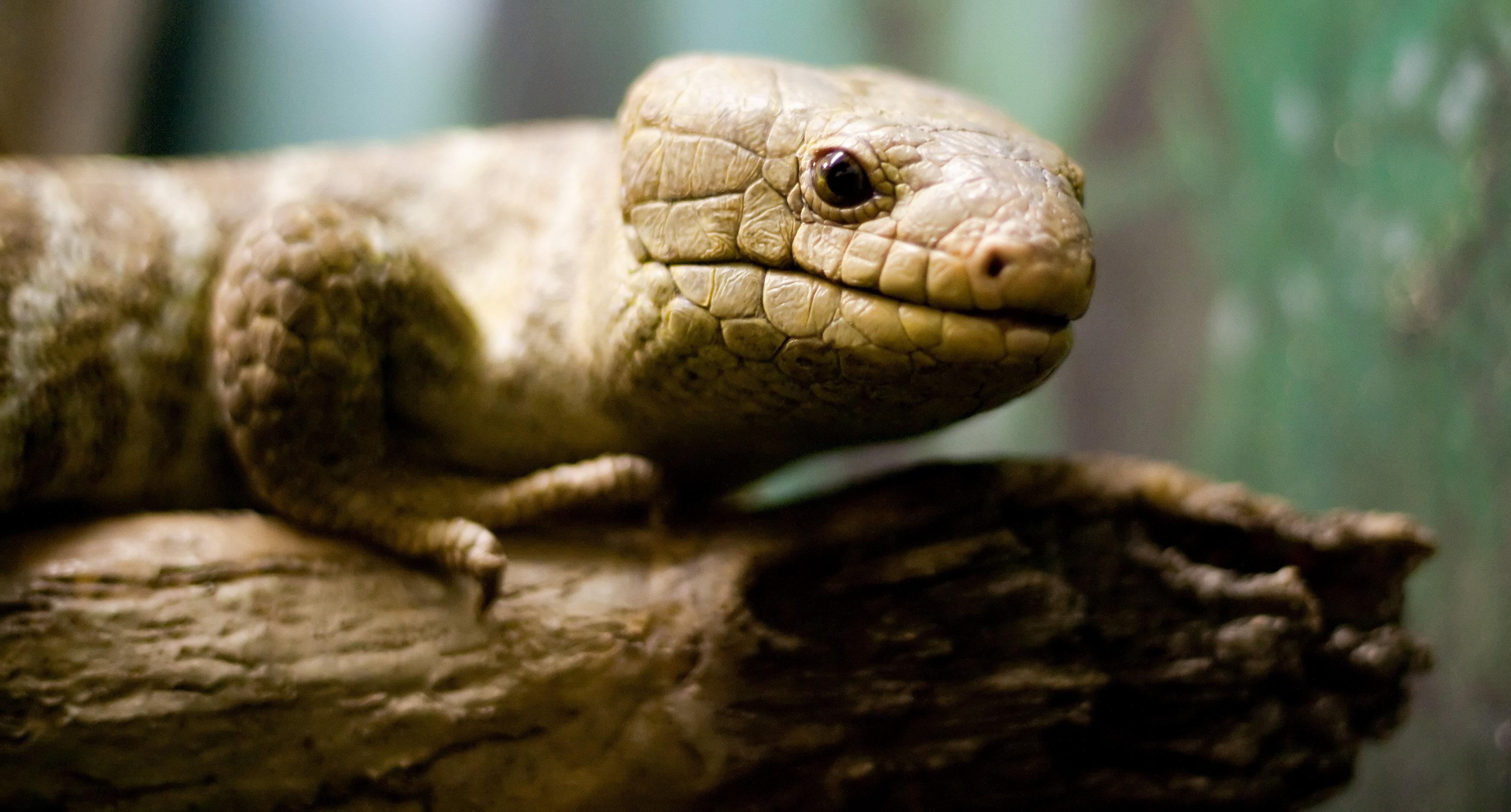
Närbild på huvud.

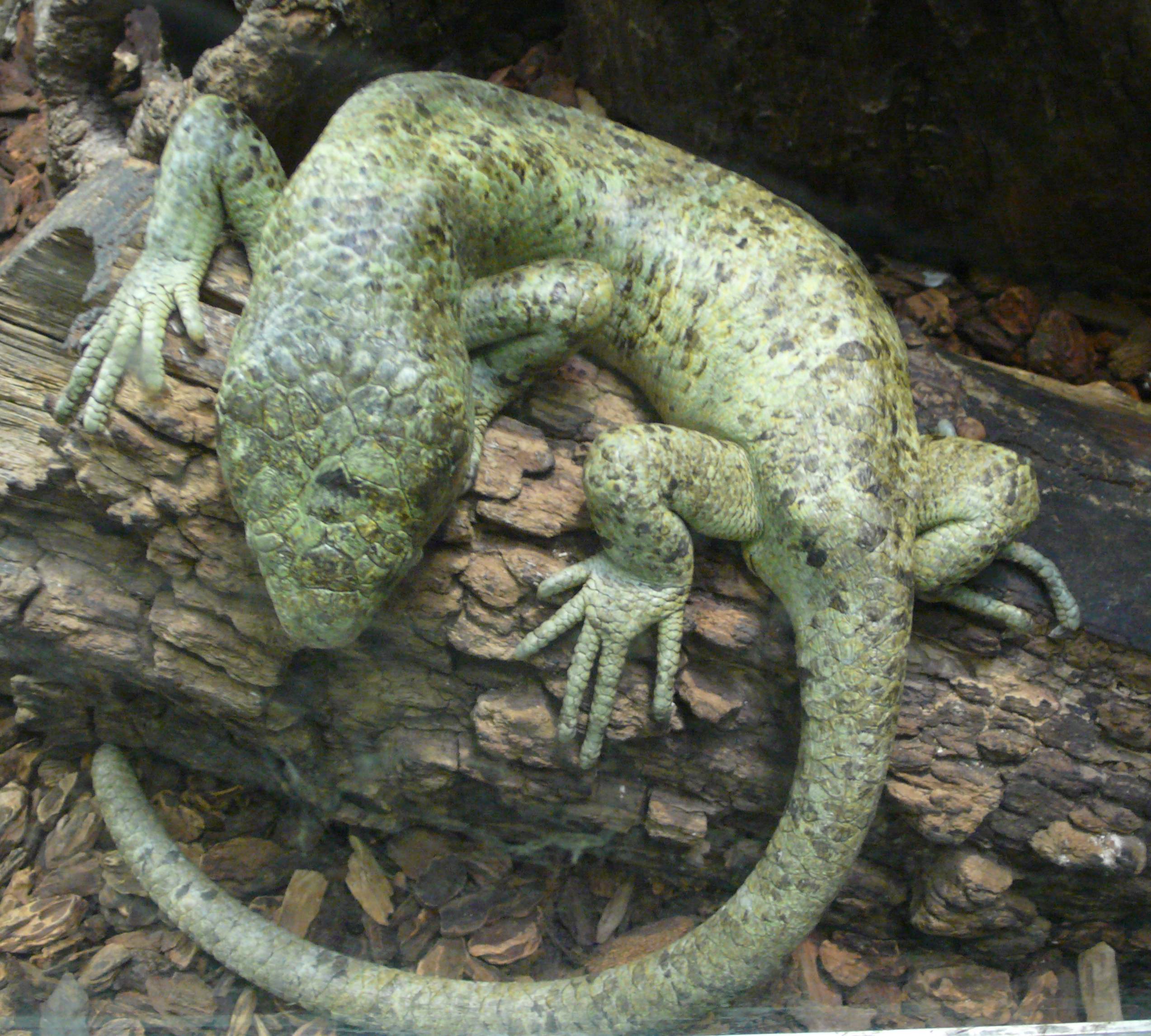
Gripsvansskink på Saint Louis Zoo. Här ses artens svans, som är en gripsvans.

- C. z. alfredschmidti Köhler, 1997
- C. z. zebrata Gray, 1855